# 회덕향교 대성전
회덕향교 대성전(懷德鄕校 大成殿)은 대전광역시 대덕구 읍내동에 있는 조선시대의 건축물이다. 1989년 3월 18일 대전광역시의 문화재자료 제5호로 지정되었다.

## 개요
향교는 공자와 여러 성현에게 제사를 지내고 지방민의 교육과 교화를 위해 나라에서 세운 국립교육기관이다.
회덕향교는 조선 세종(재위 1418∼1450) 때에 처음 지었으나, 임진왜란으로 불에 탄 것을 선조 33년(1600)에 다시 짓고 순조 12년(1812)에 수리하였다. 현재 남아 있는 건물로는 제사 공간인 대성전과 공부하는 공간인 명륜당, 동무·서무 등이다.
대성전은 공자와 그의 제자들을 비롯한 우리나라 성현들의 위패를 모시고 있다.
조선시대에는 나라에서 토지와 노비·책 등을 지원받아 학생을 가르쳤으나, 지금은 교육 기능은 없어지고 제사 기능만 남아 있다.

## 현지 안내문
회덕향교는 조선초기에 세웠는데 임진왜란 때 불탄 것을 1600년(선조 33) 경에 다시 세웠고, 그 후 1812년(순조 12) 가을에 크게 고치어 오늘에 이르고 있다. 이 향교는 입구쪽에 홍살문, 드 뒤에 솟을삼문형으로 된 외삼문을 세웠다. 대문 아로 안쪽 건물에는 중앙으로 통행할 수 있는 문을 두었고, 문의 동쪽 건물에 제향을 준비하는 전사청을, 서쪽에 공부하던 서재를 배치하였다. 이 건물 뒷편에는 수업을 받던 명륜당이 있으며, 그 뒤 10단의 계단 위에 솟을삼문으로 된 내삼문과 대성전이 배치되어 있다. 대성전에는 공자를 포함하여 중국의 오성사현과 한국 18현의 위패를 모시고 봄과 가을에 석전대제를 올린다.

## 참고 자료
- 회덕향교대성전 - 국가유산청 국가유산포털